# Максимиха (Бурятия)
Макси́миха — село в Баргузинском районе Бурятии. Входит в городское поселение «Посёлок Усть-Баргузин».

## География
Расположено на региональной автодороге Р438 «Баргузинский тракт», на южном берегу Баргузинского залива озера Байкал, в устье реки Максимихи, в 233 км к северо-востоку от Улан-Удэ, и к юго-западу — в 32 км от центра городского поселения, посёлка Усть-Баргузин, и в 80 км от райцентра — села Баргузин. В одном километре от села располагается эколого-этнографический парк Светлая Поляна.

## Население
| 2002 | 2010 |
| ---- | ---- |
| 282  | ↗297 |

## Инфраструктура
Начальная общеобразовательная школа, сельский клуб, почтовое отделение, лесничество, фельдшерско-акушерский пункт.

## Известные люди
В селе жили:
- Михаил Жигжитов (1915—1990) — народный писатель Бурятии[3].
- Владимир Корнаков (1929—2015) — народный писатель Бурятии. Сегодня в селе проживает его супруга поэтесса и прозаик Людмила Корнакова.

## Достопримечательности

### Петропавловская церковь
Петропавловская церковь — православный храм, относится к Северобайкальской епархии Бурятской митрополии Русской православной церкви.

## Галерея
- В бухте Максимиха.
- Парк-музей "Светлая Поляна".